# Achilipú
Achilipú est une chanson de rumba flamenca, composée par  José Castellón Vargas (mari et guitariste de la chanteuse Dolores Vargas "La Terremoto") et par Felipe Campuzano.
Le titre n'a aucune signification (pas plus que "La la la..."), et il est parfois orthographié "A-chi-li-pu".
Achilipú sort en 1969 sur un EP de 4 titres produit par Felipe Campuzano sur le label Belter, qui comprenait également les morceaux Apolo pisó la luna, La humanidad et María Jiménez.
Ce mini-album est passé inaperçu, mais, l'année suivante, Achilipú sort en single (avec María Jiménez en face B), et devient le tube de l'été 1970 en Espagne.
Ce succès va emmener Dolores Vargas à faire la première partir d'Edith Piaf ou encore à participer au show télévisé d'Ed Sullivan aux États-Unis.
La chanson est très inspirée par la chanson “Ojos Chinos” du groupe salsa El Gran Combo de Puerto Rico (sortie elle en 1964) : L'air du couplet et du refrain sont très semblables.
"a-CHILI-pu" fait résonance à "que-CHILI-to"...
El Gran Combo n'a pas créé de polémique ni intenté de procès pour plagiat, mais ils ont fait leur reprise d'"Achilipú" en version salsa.
La chanson "Achilipú" parle d'une Reine de la "morería", une sorte de médina mauresque du temps de l'Al-Andalus, l'époque où une partie de l'Espagne était sous dominiation musulmane.
| Paroles d'Achilipu | Paroles d'Ojos Chinos |
| --- | --- |
| Si yo tuviera un palacio, yo nunca te dejaría (x2), Porque yo soy reina,reina, reina de la morería. Con esos ojos que tienes, yo nuca te dejaría (x2), Porque tienes ojos negros, negros de la morería. Si te casaras conmigo, Yo nunca te olvidaría (x2), Porque yo soy reina,reina, reina de la morería. Achilipú, apú apú, achilipú apú apú, achili, achili achili chili... | Si yo tuviera un palacio allí tu serias la reina Porque tu me tienes loco china, Con esos ojitos lindos Yo daría toda mi vida nena, para que te quedes conmigo Yo me casare contigo Porque yo te quiero mucho Que buena el chirili (mi chili), que chilito, que chilito, que chilito, to, to, to... |

## Liste de reprises
- La Pandilla - Achilipu (A-Chi-Li-Pú), 1970 (un groupe de jeunes enfants)
- El Gran Combo de Puerto Rico, sur l'album De Punta A Punta (1971), avec Andy Montañez au chant (version salsa)
- Fruko y sus Tesos, sur l'album A la Memoria del Muerto (1971)
- Las Grecas, sur l'album Gipsy Rock (1974), version rock psychédélique
- Manitas de Plata, guitariste flamenco, titrée Chilipoum (1975)
- Los Lachos (1989, version freestyle)
- Sara (flamenco) (1993)
- Hakim, sur l'album Entre dos orillas (2001)
- Ragga Pu (dance latino) (2004)
- Balbino Medellin, sur l'album Gitan de Paname (2006)
- Seguridad Social, sur l'album Clásicos del futuro (2009), version rock qui reprend le riff de Whole Lotta Love de Led Zeppelin
- La Húngara (es), sur l'album Vivo Cantando (2011)
- Los Amaya (2011)
- Lola Flores, sur l'album Mano a Mano (2012)
- Orchestra Baobab - Thiely, sur l'album Senegal 70, Analog Africa, 2015
- Olga Tañón - Con Chili (merengue, 2021, reprend partiellement Achilipú)

À noter aussi le clin d'œil dans la chanson Sama Thiel (Moliendo Café) du groupe de salsa Africando, où l'on entend le refrain d'Achilipú au milieu du morceau…